# Кано Сансэцу

Старая слива, 1646

Кано Сансэцу (яп. 狩野山雪, 1589—1651); известный также как Кано Хэйсиро — японский художник, ученик Кано Санраку. Кано Сансэцу при жизни использовал несколько псевдонимов: Дасокукэн, Тогэнси, Сёхаку-Сандзин и другие.

## Биография
Художник родился в провинции Хидзэн; через некоторое время его семья переехала в Осаку. Когда мальчику было 16 лет, его отец умер. Тогда его дядя попросил Кано Санраку, мастера школы Кано взять мальчика к себе в ученики, тогда он принял имя Кано Хэйсиро. Учитель высоко оценил талант в живописи своего ученика. После смерти своего сына Кано Мицунори, Кано Санраку женил своего ученика на своей дочери и усыновил его, тогда Сансэцу официально получил это имя. Учитель и ученик часто работали вместе над росписями стен (например, «Вьюнки у бамбуковой изгороди» в монастыре Мёсиндзи в Киото). После Кано Санраку Сансэцу стал лидером школы Киото-Кано (поскольку сёгун жил в Эдо, основная активность школы происходила в этом городе; ветвь этой школы в Киото отошла на второй план). Он получил почётное звание хоккё («Мост Дхармы») в живописи. 
Как и его учитель, Кано Сансэцу создавал богатые росписи на фусумах и ширмах яркими красками по золотому фону. Примером из сохранившихся работ является роспись на фусуме Старая слива, для создания которой использовались тушь, краски и золото, находящаяся в собрании Метрополитен-музея. Композиция произведения отдаёт дань образам деревьев Кано Эйтоку с изогнутыми стволами. Роспись создавалась для монастыря Мёсиндзи в Киото. Однако постепенно мода на богатые яркие росписи на золотом фоне стала уходить, уступая строгости в искусстве и декоре. В живописи тушью талант Сансэцу тоже развился в полной мере. Он предпочитал буддийские и конфуцианские сюжеты, а также изображение птиц. Практически перед смертью по неизвестным на данный момент причинам Кано Сансэцу оказался в тюрьме. Хотя ему удалось выбраться оттуда, вскоре после этого он умер в возрасте 63 лет.
Сын художника, Кано Эйно, также занимался живописью и написал шеститомный труд «История живописи в Японии» (1691), где провёл исследование живописи Японии с древнейших времён до его современников.